# Orry-Kelly
Orry-Kelly, pseudonimo di Orry George Kelly (Kiama, 31 dicembre 1897 – Hollywood, 27 febbraio 1964), è stato un costumista australiano naturalizzato statunitense.
Dal 1932 al 1944, lavorò alla Warner Bros., passando poi - dal 1947 al 1950 - all'Universal.

## Biografia
Orry-Kelly nacque in Australia, nel Nuovo Galles del Sud. Da ragazzo, era conosciuto come Jack Kelly. Orry derivava dal nome di un antico re dell'isola di Man, luogo di nascita di suo padre, William Kelly, che di mestiere faceva il sarto da uomo. Jack studiò a Sydney, lavorando come apprendista sarto e come vetrinista. 
Lasciò l'Australia per New York, dove voleva affermarsi come attore. Divise l'appartamento con due compagni, Charlie Spangles e Cary Grant. Un murale dipinto gli valse un lavoro presso uno studio cinematografico che gli diede da illustrare i titoli dei film. A Broadway, iniziò a lavorare come costumista per gli spettacoli di Shubert e per i George White's Scandals. Ethel Barrymore, ammirando il suo lavoro, indossò gli abiti di Kelly in diverse produzioni teatrali di cui era protagonista. Il costumista disegnò anche i vestiti di Katharine Hepburn per il suo debutto a Broadway.
Nel 1932, Kelly arrivò a Hollywood dove il suo vecchio amico Cary Grant gli presentò il capo guardaroba della Warner dove Kelly avrebbe lavorato nei seguenti undici anni. Avrebbe lasciato la Warner nel 1943, tornandovi solo saltuariamente per disegnare gli abiti di Bette Davis. Lavorò quindi alla Fox, all'Universal, alla RKO e alla MGM.
Nell'ultima parte della sua carriera, Kelly mise a buon frutto la sua passata esperienza di costumista per le riviste di Broadway quando gli furono affidati alcuni film musicali.

## Filmografia

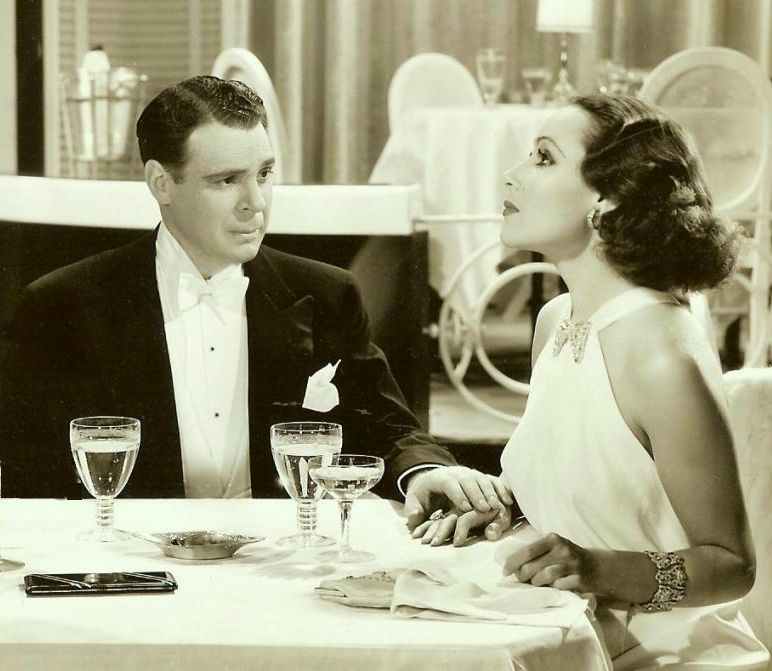
Dolores del Rio con Everett Marshall in I Live for Love (1935) dove l'attrice indossa un abito di Orry Kelly

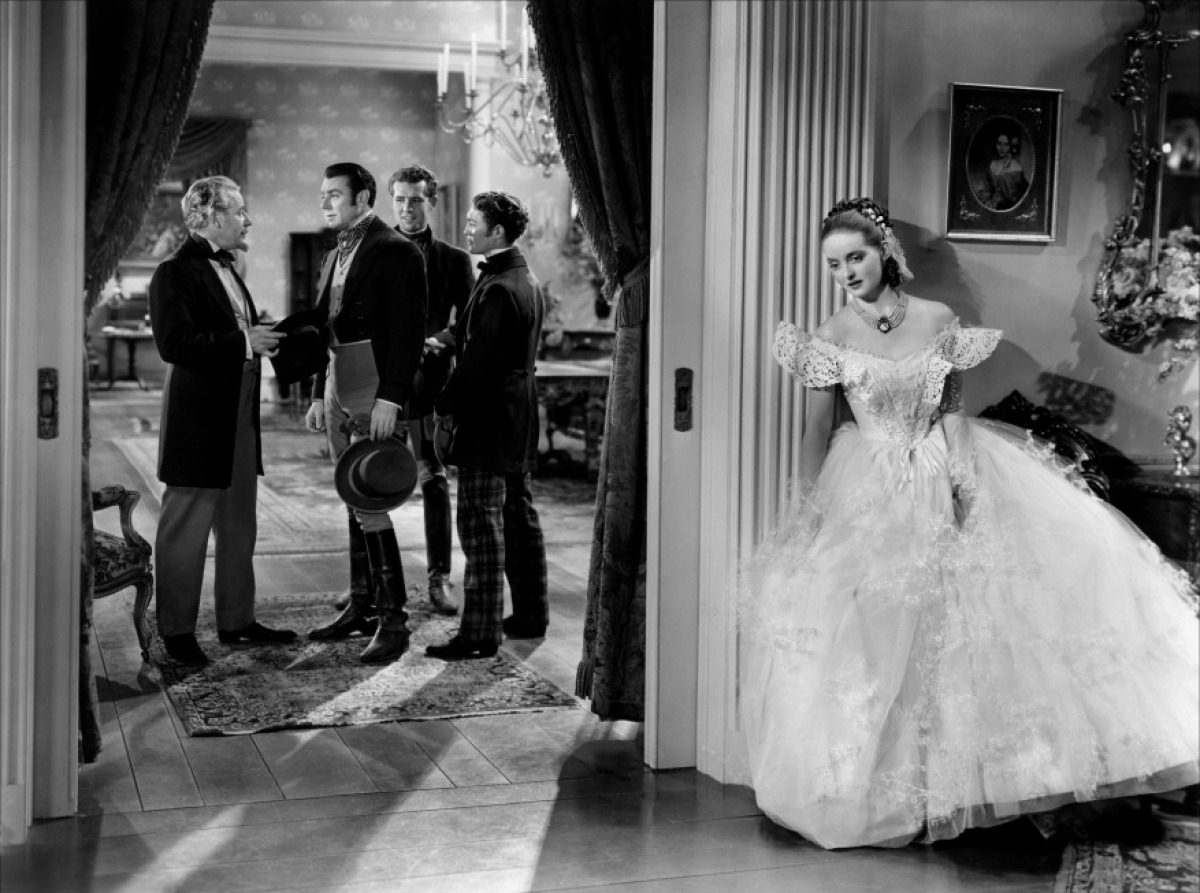
Bette Davis ne La figlia del vento (1938)

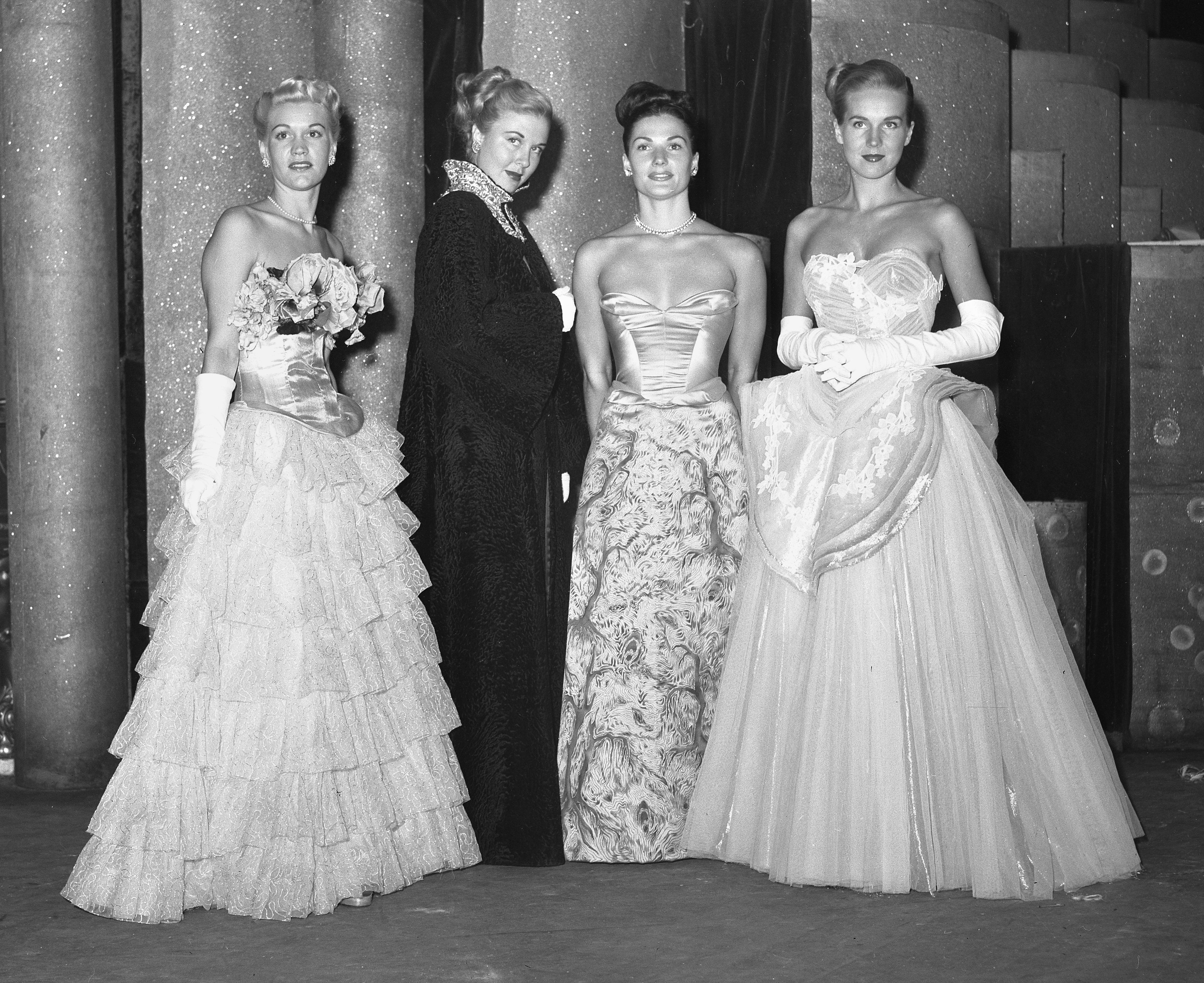
Abiti da sera di Dorothy O'Hara, Orry-Kelly, Al Teitelbaum e Howard Greer.

### 1930
- Nomadi del canto (Mammy), regia di Michael Curtiz (1930)

### 1932
- So Big!, regia di William A. Wellman - costumista (1932)
- The Rich Are Always with Us, regia di Alfred E. Green - costumista (1932)
- Week-End Marriage, regia di Thornton Freeland (1932)
- Winner Take All, regia di Roy Del Ruth - costumista (1932)
- L'avventura di Teri (Jewel Robbery), regia di William Dieterle (1932)
- Crooner, regia di Lloyd Bacon (1932)
- Two Against the World, regia di Archie Mayo (1932)
- L'angelo della vita (Life Begins), regia di James Flood, Elliott Nugent (1932)
- Le tigri del Pacifico (Tiger Shark), regia di Howard Hawks (1932)
- Tentazioni (The Cabin in the Cotton), regia di Michael Curtiz (1932)
- The Crash, regia di William Dieterle (1932)
- Amanti senza domani (One Way Passage), regia di Tay Garnett (1932)
- Three on a Match, regia di Mervyn LeRoy (1932)
- Scarlet Dawn, regia di William Dieterle (1932)
- They Call It Sin, regia di Thornton Freeland (1932)
- Io sono un evaso (I Am a Fugitive from a Chain Gang), regia di Mervyn LeRoy (1932)
- You Said a Mouthful, regia di Lloyd Bacon (1932)
- Silver Dollar, regia di Alfred E. Green (1932)
- Il giardino del diavolo (Central Park), regia di John G. Adolfi (1932)
- Lawyer Man, regia di William Dieterle (1932)
- 20.000 anni a Sing Sing (20.000 Years in Sing Sing), regia di Michael Curtiz (1932)
- Silenzio sublime (Frisco Jenny), regia di William A. Wellman (1932)
- The Match King, regia di Howard Bretherton, William Keighley (1932)

### 1933
- The King's Vacation, regia di John G. Adolfi (1933)
- Guerra bianca (Employees' Entrance), regia di Roy Del Ruth (1933)
- Uomini nello spazio (Parachute Jumper), regia di Alfred E. Green (1933)
- L'affare si complica (Hard to Handle), regia di Mervyn LeRoy (1933)
- Recluse (Ladies They Talk About), regia di Howard Bretherton, William Keighley (1933)
- La maschera di cera (Mystery of the Wax Museum), regia di Michael Curtiz (1933)
- Il giocatore (Grand Slam), regia di William Dieterle (1933)
- Blondie Johnson, regia di Ray Enright, Lucien Hubbard (1933)
- Girl Missing, regia di Robert Florey (1933)
- Quarantaduesima strada (42nd Street), regia di Lloyd Bacon (1933)
- Signore sole (The Keyhole), regia di Michael Curtiz (1933)
- The Mind Reader, regia di Roy Del Ruth (1933)
- Il piccolo gigante re dei gangsters (The Little Giant), regia di Roy Del Ruth (1933)
- Ala errante (Central Airport), regia di William A. Wellman, Alfred E. Green (1933)
- Lo zio in vacanza (The Working Man), regia di John G. Adolfi (1933)
- Elmer, the Great, regia di Mervyn LeRoy (1933)
- Dinamite doppia (Picture Snatcher), regia di Lloyd Bacon (1933)
- Lilly Turner, regia di William A. Wellman (1933)
- Ex-Lady, regia di Robert Florey (1933)
- La danza delle luci (Gold Diggers of 1933), regia di Mervyn LeRoy (1933)
- La seconda aurora (The Life of Jimmy Dolan), regia di Archie Mayo (1933)
- The Silk Express, regia di Ray Enright (1933)
- Private Detective 62, regia di Michael Curtiz (1933)
- Eroi in vendita, regia di William A. Wellman (1933)
- The Mayor of Hell, regia di Archie Mayo e Michael Curtiz (1933)
- The Narrow Corner, regia di Alfred E. Green (1933)
- Baby Face, regia di Alfred E. Green (1933)
- She Had to Say Yes, regia di George Amy, Busby Berkeley (1933)
- Mary Stevens, M.D., regia di Lloyd Bacon (1933)
- Voltaire, regia di John G. Adolfi (1933)
- Catturato (Captured!), regia di Roy Del Ruth (1933)
- Goodbye Again, regia di Michael Curtiz (1933)
- Bureau of Missing Persons, regia di Roy Del Ruth
- Il pugnale cinese (The Kennel Murder Case), regia di Michael Curtiz (1933)
- College Coach, regia di William A. Wellman (1933)
- Female, regia di Michael Curtiz (1933)
- From Headquarters, regia di William Dieterle (1933)
- Havana Widows, regia di Ray Enright (1933)
- Son of a Sailor, regia di Lloyd Bacon (1933)
- La casa della 56ª strada (The House on 56th Street), regia di Robert Florey - costumista (1933)
- Lady Killer, regia di Roy Del Ruth (1933)
- Convention City, regia di Archie Mayo

### 1934
- The Big Shakedown, regia di John Francis Dillon (1934)
- Easy to Love, regia di William Keighley (1934)
- Un popolo in ginocchio (Massacre), regia di Alan Crosland (1934)
- L'imprevisto (Hi, Nellie!), regia di Mervyn LeRoy (1934)
- Bedside, regia di Robert Florey (1934)
- Dark Hazard, regia di Alfred E. Green (1934)
- I've Got Your Number, regia di Ray Enright (1934)
- Tanya (Mandalay), regia di Michael Curtiz (1934)
- Le armi di Eva (Fashions of 1934), regia di William Dieterle (1934)
- As the Earth Turns, regia di Alfred E. Green (1934)
- Wonder Bar, regia di Lloyd Bacon (1934)
- Heat Lightning, regia di Mervyn LeRoy (1934)
- L'ultima carta (Gambling Lady), regia di Archie L. Mayo (1934)
- Jimmy il gentiluomo (Jimmy the Gent), regia di Michael Curtiz (1934)
- Journal of a Crime, regia di William Keighley (1934)
- Un eroe moderno (A Modern Hero), regia di G.W. Pabst (1934)
- Registered Nurse, regia di Robert Florey (1934)
- Harold Teen, regia di Murray Roth (1934)
- Merry Wives of Reno, regia di H. Bruce Humberstone (1934)
- A Very Honorable Guy, regia di Lloyd Bacon (1934)
- Il mercante di illusioni (Upper World), regia di Roy Del Ruth (1934)
- Universo innamorato (Twenty Million Sweethearts), regia di Ray Enright (1934)
- He Was Her Man, regia di Lloyd Bacon (1934)
- Smarty, regia di Robert Florey (1934)
- The Merry Frinks, regia di Alfred E. Green (1934)
- The Key, regia di Michael Curtiz (1934)
- Nebbia a San Francisco (Fog Over Frisco), regia di William Dieterle (1934)
- The Personality Kid, regia di Alan Crosland (1934)
- Madame Du Barry, regia di William Dieterle (1934)
- Dr. Monica, regia di William Keighley e, non accreditato, William Dieterle (1934)
- The Circus Clown, regia di Ray Enright (1934)
- Return of the Terror, regia di Howard Bretherton (1934)
- Side Streets, regia di Alfred E. Green (1934)
- Midnight Alibi, regia di Alan Crosland (1934)
- Marinai all'erta (Here Comes the Nav), regia di Lloyd Bacon (1934)
- Friends of Mr. Sweeney, regia di Edward Ludwig (1934)
- Housewife, regia di Alfred E. Green (1934I
- Abbasso le donne (Dames), regia di Ray Enright (1934)
- The Dragon Murder Case, regia di H. Bruce Humberstone (1934)
- Desirable, regia di Archie Mayo (1934)
- Kansas City Princess, regia di William Keighley (1934)
- British Agent, regia di Michael Curtiz (1934)
- Il lupo scomparso (The Case of the Howling Dog), regia di Alan Crosland (1934)
- A Lost Lady, regia di Alfred E. Green e Phil Rosen (1934)
- Big Hearted Herbert, regia di William Keighley (1934)
- Verso la felicità (Happiness Ahead), regia di Mervyn LeRoy (1934)
- I Sell Anything, regia di Robert Florey (1934)
- The St. Louis Kid, regia di Ray Enright (1934)
- The Firebird, regia di William Dieterle (1934)
- Gentlemen Are Born, regia di Alfred E. Green (1934)
- I Am a Thief, regia di Robert Florey (1934)
- Passeggiata d'amore (Flirtation Walk), regia di Frank Borzage (1934)
- Babbitt, regia di William Keighley (1934)
- Murder in the Clouds, regia di D. Ross Lederman (1934)
- La sposa nell'ombra (The Secret Bride), regia di William Dieterle (1934)
- Sweet Adeline, regia di Mervyn LeRoy (1934)

### 1935
- La pattuglia dei senza paura (G-Men), regia di William Keighley (1935)
- Il selvaggio (Bordertown), regia di Archie Mayo (1935)
- The White Cockatoo, regia di Alan Crosland (1935)
- Maybe It's Love, regia di William McGann (1935)
- The Right to Live
- I diavoli in paradiso (Devil Dogs of the Air), regia di Lloyd Bacon (1935)
- The Woman in Red, regia di Robert Florey (1935)
- Sweet Music, regia di Alfred E. Green (1935)
- While the Patient Slept, regia di Ray Enright (1935)
- Living on Velvet, regia di Frank Borzage (1935)
- Donne di lusso 1935 (Gold Diggers of 1935), regia di Busby Berkeley (1935)
- Il sapore di un bacio (Traveling Saleslady), regia di Ray Enright (1935)
- The Florentine Dagger, regia di Robert Florey (1935)
- The Case of the Curious Bride, regia di Michael Curtiz (1935)
- Canzoni appassionate (Go Into Your Dance), regia di Archie L. Mayo e, non accreditati, Michael Curtiz e Robert Florey (1935)
- Follia messicana (In Caliente), regia di Lloyd Bacon (1935)
- The Girl from 10th Avenue, regia di Alfred E. Green (1935)
- La lampada cinese (Oil for the Lamps of China), regia di Mervyn LeRoy (1935)
- Il ponte (Stranded), regia di Frank Borzage (1935)
- Going Highbrow, regia di Robert Florey (1935)
- Front Page Woman, regia di Michael Curtiz (1935)
- Il re della risata (Bright Lights), regia di Busby Berkeley (1935)
- Broadway Gondolier, regia di Lloyd Bacon (1935)
- Colpo proibito (The Irish in Us), regia di Lloyd Bacon (1935)
- We're in the Money, regia di Ray Enright (1935)
- Page Miss Glory, regia di Mervyn LeRoy (1935)
- Little Big Shot, regia di Michael Curtiz (1935)
- Il grande nemico (Special Agent), regia di William Keighley (1935)
- Mariti in pericolo (The Goose and the Gander), regia di Alfred E. Green (1935)
- I Live for Love
- L'ammiraglio (Shipmates Forever), regia di Frank Borzage (1935)
- Personal Maid's Secret, regia di Arthur Greville Collins (1935)
- The Payoff, regia di Robert Florey (1935)
- La scomparsa di Stella Parish (I Found Stella Parish), regia di Mervyn LeRoy (1935)
- Stars Over Broadway, regia di William Keighley (1935)
- La riva dei bruti (Frisco Kid), regia di Lloyd Bacon (1935)
- Miss Pacific Fleet, regia di Ray Enright (1935)
- Broadway Hostess, regia di Frank McDonald (1935)
- The Widow from Monte Carlo, regia di Arthur Greville Collins (1935)
- Paura d'amare (Dangerous), regia di Alfred E. Green (1935)

### 1936
- Brume
- Freshman Love
- La foresta pietrificata (The Petrified Forest), regia di Archie Mayo - costumista (non accreditato) (1936)
- L'ombra che cammina
- Colleen, regia di Alfred E. Green (1936)
- Snowed Under, regia di Ray Enright (1936)
- The Singing Kid
- I Married a Doctor
- Times Square Playboy
- Sons o' Guns
- The Law in Her Hands
- Mogli di lusso (The Golden Arrow), regia di Alfred E. Green (1936)
- Hearts Divided
- Murder by an Aristocrat
- L'angelo bianco (The White Angel), regia di William Dieterle (1936)
- La moglie del nemico pubblico
- Satan Met a Lady
- Jailbreak, regia di Nick Grinde (1936)
- Ali sulla Cina
- Stage Struck, regia di Busby Berkeley (1936)
- Give Me Your Heart
- Caino e Adele
- L'isola della furia
- Here Comes Carter
- Polo Joe
- Three Men on a Horse
- Amore in otto lezioni

### 1937
- Stolen Holiday
- Green Light, regia di Frank Borzage (1937)
- Il re e la ballerina
- Le cinque schiave (Marked Woman), regia di Lloyd Bacon (1937)
- Call It a Day
- Il nemico dell'impossibile
- L'uomo di bronzo
- Aurora sul deserto (Another Dawn), regia di William Dieterle (1937)
- Ever Since Eve
- The Singing Marine
- Confession, regia di Joe May (1937)
- Vivo per il mio amore (That Certain Woman), regia di Edmund Goulding (1937)
- Avventura a mezzanotte (It's Love I'm After), regia di Archie Mayo (1937)
- First Lady
- Hollywood Hotel
- Tovarich, regia di Anatole Litvak - costumi (non per Colbert) (1937)

### 1938
- Figlia del vento (Jezebel), regia di William Wyler (1938)
- Women Are Like That
- My Bill
- La quadriglia dell'illusione
- Quattro figlie
- Secrets of an Actress
- Io ti aspetterò
- Gli angeli con la faccia sporca
- Comet Over Broadway

### 1939
- King of the Underworld, regia di Lewis Seiler (1939)
- Wings of the Navy
- Il terrore dell'Ovest (The Oklahoma Kid), regia di Lloyd Bacon (1939)
- Women in the Wind
- Tramonto (Dark Victory), regia di Edmund Goulding (1939)
- Il conquistatore del Messico (Juarez), regia di William Dieterle (1939)
- Indianapolis Speedway
- Vigilia d'amore (When Tomorrow Comes), regia di John M. Stahl - costumista, non accreditato (1939)
- Il grande amore (The old Maid), regia di Edmund Goulding (1939)
- Il conte di Essex
- On Your Toes, regia di Ray Enright (1939)

### 1940
- Carovana d'eroi
- Trovarsi ancora ( 'Til We Meet Again), regia di Edmund Goulding (1940)
- Lo sparviero del mare (The Sea Hawk), regia di Michael Curtiz (1940)
- Paradiso proibito (All This, and Heaven Too), regia di Anatole Litvak (1940)
- My Love Came Back
- Non è tempo da commedia
- La vita di Giulio Reuter
- Ombre malesi

### 1941
- Honeymoon for Three, regia di Lloyd Bacon (1941)
- Bionda fragola (The Strawberry Blonde), regia di Raoul Walsh (1941)
- The Lady and the Lug
- La grande menzogna (The Great Lie), regia di Edmund Goulding (1941)
- Con mia moglie è un'altra cosa (Affectionately Yours), regia di Lloyd Bacon (1941)
- Million Dollar Baby
- Throwing a Party
- Sposa contro assegno (The Bride Came C.O.D.), regia di William Keighley (1941)
- Piccole volpi  (The Little Foxes), regia di William Wyler (1941)
- Il mistero del falco (The Maltese Falcon), regia di John Huston (1941)

### 1942
- Il signore resta a pranzo
- Il cavaliere della vendetta
- Delitti senza castigo
- Sempre nel mio cuore (Always in My Heart), regia di Jo Graham (1942)
- Ultima ora
- In questa nostra vita
- Perdutamente tua
- Mia moglie ha sempre ragione
- Casablanca, regia di Michael Curtiz (1942)

### 1943
- The Hard Way, regia di Vincent Sherman (1943)
- La bandiera sventola ancora
- Mission to Moscow
- Il fiore che non colsi
- This Is the Army
- Quando il giorno verrà
- Sua altezza è innamorata
- L'amica (Old Acquaintance), regia di Vincent Sherman (1943)

### 1944
- Il pilota del Mississippi
- La signora Skeffington
- Arsenico e vecchi merletti

### 1945
- Il grano è verde (The Corn Is Green), regia di Irving Rapper (1945)
- Nebbie (Conflict) regia di Curtis Bernhardt (1945)
- Donne e diamanti (The Dolly Sisters), regia di Irving Cummings (1945)

### 1946
- London Town, regia di Wesley Ruggles (1946)
- Tentazione (Temptation), regia di Irving Pichel (1946)

### 1947
- The Shocking Miss Pilgrim, regia di George Seaton (1947)
- Sfinge del male
- Scritto sul vento
- Come nacque il nostro amore (Mother Wore Tights), regia di Walter Lang (1947)

### 1948
- Il sorriso della Gioconda
- Il bacio di Venere
- La telefonista della Casa Bianca
- Ladri in guanti gialli
- La legione dei condannati (Rogues' Regiment), regia di Robert Florey (1948)
- Abbandonata in viaggio di nozze (Family Honeymoon), regia di Claude Binyon (1948)

### 1949
- La roulette
- Passo falso (Take One False Step), regia di Chester Erskine (1949)
- Cocaina
- Gli ultimi giorni di uno scapolo
- Chicago, bolgia infernale

### 1950
- Donna in fuga (Woman in Hiding), regia di Michael Gordon (1950)
- Appuntamento con la morte (One Way Street), regia di Hugo Fregonese (1950)
- Colt .45, regia di Edwin L. Marin (1950)
- La peccatrice dei mari del Sud (South Sea Sinner), regia di H. Bruce Humberstone (1950)
- Harvey, regia di Henry Koster (1950)

### 1951
- I due banditi
- Un americano a Parigi
- Innamorati dispettosi (The Lady Says No), regia di Frank Ross

### 1952
- Lui e lei (Pat and Mike), regia di George Cukor (1952)

### 1955
- Oklahoma!

### 1957
- Les Girls, regia di George Cukor (1957)

### 1958
- Furia d'amare
- La signora mia zia

### 1959
- A qualcuno piace caldo (Some Like It Hot), regia di Billy Wilder - (costumi: Miss Monroe) (1959)

### Anni sessanta
- Il molto onorevole ministro (A Majority of One), regia di Mervyn LeRoy (1961)
- La dolce ala della giovinezza (Sweet Bird of Youth), regia di Richard Brooks (1962)
- Signora di lusso (Five Finger Exercise ), regia di Daniel Mann (1962)
- Sessualità (The Chapman Report), regia di George Cukor (1962)
- La donna che inventò lo strip-tease (Gypsy), regia di Mervyn LeRoy (1962)
- Irma la dolce (Irma la Douce), regia di Billy Wilder (1963)